# Băile Herculane
Băile Herculane (în latină Aqua Herculis, în germană Herkulesbad, în maghiară Herkulesfürdő) este un oraș în județul Caraș-Severin, Banat, România, format din localitățile componente Băile Herculane (reședința) și Pecinișca. Are o populație de 5.008 locuitori.
Orașul este situat pe Valea Cernei, fiind accesibil la 5 km de DN 6 (E70), principala arteră rutieră ce leagă capitala țării de Timișoara.
Gara Băile Herculane se află pe Magistrala CFR 900, parte a coridorului feroviar Orient-Est Mediteranean, care leagă stațiile București Nord de Timișoara Nord (Iosefin).

## Stațiunea
Este cea mai veche stațiune turistică din țară și totodată printre cele mai importante și vizitate stațiuni balneare cu regim permanent din România și Europa de Est. Este situată în partea de sud-vest a României, la o altitudine de 168 m, la 8 km distanță de granița cu județul Mehedinți și la 25 de km de frontiera cu Serbia. 
Datorită apelor curative, a numărului mare de turiști și vizitatori, a investițiilor din ultima vreme precum și a cadrului natural pitoresc, stațiunea cunoaște o revigorare, construindu-se multe hoteluri, pensiuni și vile turistice, dezvoltându-se puternic sistemul privat, îndeosebi sectorul comerțului și serviciilor.
Stațiunea milenară este menționată în cronici sub denumirea în limba latină: „AD AQUAS HERCULIS SACRAS AD MEDIAM”.
Factori naturali: climat de depresiune intramontană, cu influențe submediteraneene; ape minerale izotermale și hipertermale (38-60 °C), slab radioactive, hipotone, cu diferite compoziții chimice:
- sulfuroase, clorurate, calcice, sodice;
- clorurate, sodice, calcice;
- oligominerale.

Posibilitățile de tratament includ: aerosoli; masaje; electroterapie; kinetoterapie (programe de reabilitare medicală); băi termale în bazin descoperit (cu aburi); spa cu ape sulfuroase și sărate; mofete și cură internă cu ape minerale; instalații de termoterapie cu saună; hidrokinetoterapie în bazine și ștranduri; balneoterapie (împachetări cu nămol sapropelic și parafină); reflexoterapie; crioterapie; acupunctură și alte proceduri. Facilitățile existente în această stațiune permit tratarea rahitismului, reumatismului și osteoporozei; ameliorarea bolilor cardiovasculare și artritice precum și a afecțiunilor neurologice, dermatologice sau pediatrice.
Din stațiune se fac excursii spre rezervațiile naturale Domogled - Cheile Carașului; Cheile Nerei - Beușnița; cascadele Bigăr și Beușniței; Peștera Comarnic; Parcul Natural Porțile de Fier; Sfinxul Bănățean; Lacul Dracului; Ochiul Beului; Semmering-ul Bănățean și multe alte obiective din zonă.

## Istoric
Originea Băilor Herculane se întinde pe o durată de aproape două milenii. Bazele stațiunii au fost puse în anul 102 d.Hr. de împăratul Traian, romanii introducând cultul balnear preluat de la greci pe care apoi l-au dezvoltat. Numele stațiunii de care este legat și numele societății noastre, vine de la zeul Hercules, fiul lui Zeus și al frumoasei Alcmena, consemnat în mitologia romană ca patron al izvoarelor termale, simbol al puterii și al echilibrului între forța fizică și cea spirituală.
Romanii au construit aici, la Therme Herculi (Ad Aquas Herculi Sacras), temple, băi, monumente și statui, închinate zeilor Hercules, Esculap și Higeea. Atestarea documentară a stațiunii datează din anii 153 d.Hr., fapt consemnat într-o tabulă votivă din băi: „Zeilor și divinităților apelor, Ulpius Secundinus, Marius Valens, Pomponius Haemus, lui Carus, Val, Valens, trimiși ca delegați romani să asiste la alegerea în calitate de consul a fostului lor coleg Severianus, întorcându-se nevătămați, au ridicat acest prinos de recunoștință”. În perioada civilizației romane, stațiunea de pe Valea Cernei a constituit un important punct de atracție pentru aristrocația Romei antice. Impresionați de excepționala putere tămăduitoare a apelor sacre de pe Valea Cernei, romanii sosiți în Dacia le-au închinat un adevărat cult balnear sub semnul tutelar al lui Hercules.
După retragerea administrației și armatei romane, în timpul împăratului Aurelian, sub presiunea populațiilor migratoare, băile au decăzut mult comparativ cu perioada de strălucirile din vremea romană, deși menținerea numelui indică, că băile au fost folosite tot timpul următor.
Din timpul romanilor au rămas numeroase vestigii: apeducte, băi, statui, monede, tabule votive ridicate ca semne de mulțumire aduse zeilor pentru vindecare. După 1718 (Pacea de la Passarovitz) începe istoria modernă și contemporană a Băilor Herculane, în cadrul Imperiului austriac. Din 1736 începe reconstrucția și modernizarea băilor, a căilor de acces, grănicerii bănățeni construind aici majoritatea edificiilor din stațiune: băile „Neptun” și „Diana”; Ansamblul arhitectonic dintre Baia Neptun și Podul Roșu și Ansamblul Cazinoului; Piața Hercules; hotelurile „Traian” și „Decebal”; podurile de piatră și fontă peste râul Cerna; statuia lui Hercules și statuia zeiței Diana; pavilioanele istorice 4, 5 și 6; gara; Vila funcționarilor, ș.a, care poartă amprenta unui baroc austriac unic în Europa. Se cuvine să pomenim aici de faptul că în anul 1999, Termele Romane cuprinse în monumentala construcție a hotelului Roman au fost redate, după 2.000 de ani, în circuitul turistic astfel încât vizitatorii hotelului au posibilitatea să urmeze tratamentul balnear în aceleași condiții cu cele ale guvernatorului provinciei, generalul roman Marcus Aurelius Pius.
În 1736, generalul Andreeas Hamilton, guvernator al Banatului Timișoarei din partea împăratului Carol al VI-lea, reclădește băile și menționează existența termelor lui Hercules, Higeea și Esculap. Izvorul cu cel mai mare debit este Hercules, care are emergenta sub Hotelul Roman și acolo se înscrie în hartă Baia nr. 9. Stațiunea este vizitată de-a lungul timpului de mari personalități, între care: împăratul Iosif al II-lea, împăratul Francisc I și împărăteasa Carolina, împăratul Franz Iosef și împărăteasa Elisabeta. În 1852 împăratul Austriei considera Băile Herculane ca fiind „cea mai frumoasă stațiune de pe continent”, iar împărăteasa Elisabeta (Sisi) scrie un jurnal intim în care Băile Herculane sunt o prezență distinctă și încântătoare.
În urma Primului Război Mondial și al Tratatului de la Trianon, Banatul și Băile Herculane au devenit parte a României. În stațiune există Muzeul Nicolae Cena, ale cărui colecții au început să fie constituite începând cu anul 1922. După al Doilea Război Mondial, localității i s-a acordat statutul de oraș și, prin hotărârea nr. 1.016 din 12 octombrie 2011, statutul de stațiune turistică balneară de interes național..

## Lăcașuri de cult

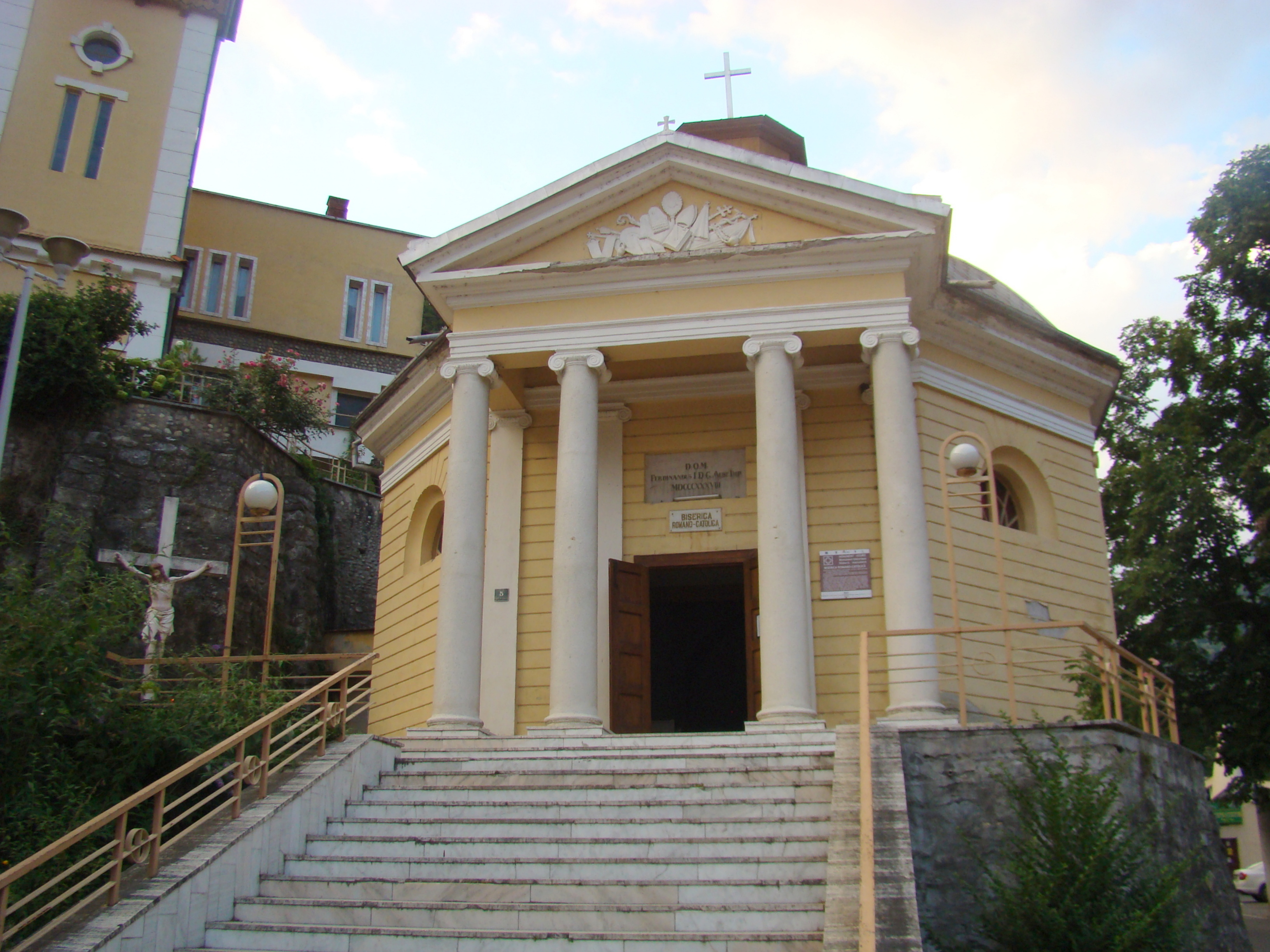
Biserica romano-catolică „Adormirea Maicii Domnului”

#### Biserica „Schimbarea la Față”
Ctitorul spiritual al primei biserici ortodoxe române din Băile Herculane a fost protopopul Mehadiei Nicolae Stoica de Hațeg. Locul unde avea să se ridice biserica a fost marcat, în data de 4 iulie 1799, printr-o cruce în mijlocul parcului, în locul căreia s-a ridicat biserica dorită de ctitorul ei. Pentru lucrările de zidărie, în data de 12 septembrie, protopopul Stoica semnează contractul cu meșterul Lorentz Seewald, din Orșova. Valoarea lucrărilor a fost de 850 de florini, cu termenul de predare în 6 august 1804, sărbătoarea Schimbării la Față, care va fi hramul bisericii.

#### Biserica romano-catolică „Adormirea Maicii Domnului”
Biserica romano-catolică este situată în Piața Hercules, reprezentând unul dintre obiectivele turistice ale stațiunii, înscrise în lista monumentelor istorice din județul Caraș-Severin. Pe frontonul capelei, sprijinit pe cele patru coloane din ordinul ionic, se poate citi anul 1838 de sfințire a bisericii. În spatele capelei se înalță turnul clopotniței, unde se poate urca pe scările de la baza pădurii. Biserica are hramul „Înălțarea la cer a Maicii Domnului”.

## Demografie
Componența etnică a orașului Băile Herculane
     Români (83,81%)
     Romi (1,66%)
     Alte etnii (0,55%)
     Necunoscută (13,97%)
Componența confesională a orașului Băile Herculane
     Ortodocși (82,31%)
     Romano-catolici (1,85%)
     Alte religii (1,37%)
     Necunoscută (14,47%)
Conform recensământului efectuat în 2021, populația orașului Băile Herculane se ridică la 3.787 de locuitori, în scădere față de recensământul anterior din 2011, când fuseseră înregistrați 5.008 locuitori. Majoritatea locuitorilor sunt români (83,81%), cu o minoritate de romi (1,66%), iar pentru 13,97% nu se cunoaște apartenența etnică. Din punct de vedere confesional, majoritatea locuitorilor sunt ortodocși (82,31%), cu o minoritate de romano-catolici (1,85%), iar pentru 14,47% nu se cunoaște apartenența confesională.
01000200030004000500060007000195619661977199220022011populațiePopulația istorică din Băile Herculane
Date: Recensăminte sau birourile de statistică - grafică realizată de Wikipedia

## Politică și administrație
Orașul Băile Herculane este administrat de un primar și un consiliu local compus din 13 consilieri. Primarul, Gheorghe Orza[*], de la Partidul Social Democrat, este în funcție din 1 noiembrie 2024. Începând cu alegerile locale din 2024, consiliul local are următoarea componență pe partide politice:
|  | Partid                          | Consilieri | Componența Consiliului | Componența Consiliului | Componența Consiliului | Componența Consiliului | Componența Consiliului | Componența Consiliului |
|  | ------------------------------- | ---------- | ---------------------- | ---------------------- | ---------------------- | ---------------------- | ---------------------- | ---------------------- |
|  | Partidul Social Democrat        | 6          |                        |                        |                        |                        |                        |                        |
|  | Partidul Național Liberal       | 4          |                        |                        |                        |                        |                        |                        |
|  | Partidul S.O.S. România         | 1          |                        |                        |                        |                        |                        |                        |
|  | Alianța pentru Unirea Românilor | 1          |                        |                        |                        |                        |                        |                        |
|  | Forța Dreptei                   | 1          |                        |                        |                        |                        |                        |                        |

## Personalități născute aici
- Vasile Didea (n. 1954), pugilist

## Vezi și
- Parcul Național Domogled - Valea Cernei
- Ansamblul Cazinoului din Băile Herculane
- Baia „Diana” din Băile Herculane
- Bustul lui Mihai Eminescu din Băile Herculane
- Hotel „Decebal” din Băile Herculane
- Hotelul „Traian” din Băile Herculane
- Podul de piatră peste Cerna din Băile Herculane
- Podul din fontă peste Cerna
- Piața Hercules
- Biserica romano-catolică din Băile Herculane
- Statuia lui Hercules din Băile Herculane
- Statuia zeiței Diana din Băile Herculane
- Gara Băile Herculane
- Vestigiile apeductului roman
- Domogled - Valea Cernei (arie de protecție specială avifaunistică)
- Domogled - Valea Cernei (sit de importanță comunitară)
- Platoul Mehedinți (sit de importanță comunitară)

## Imagini

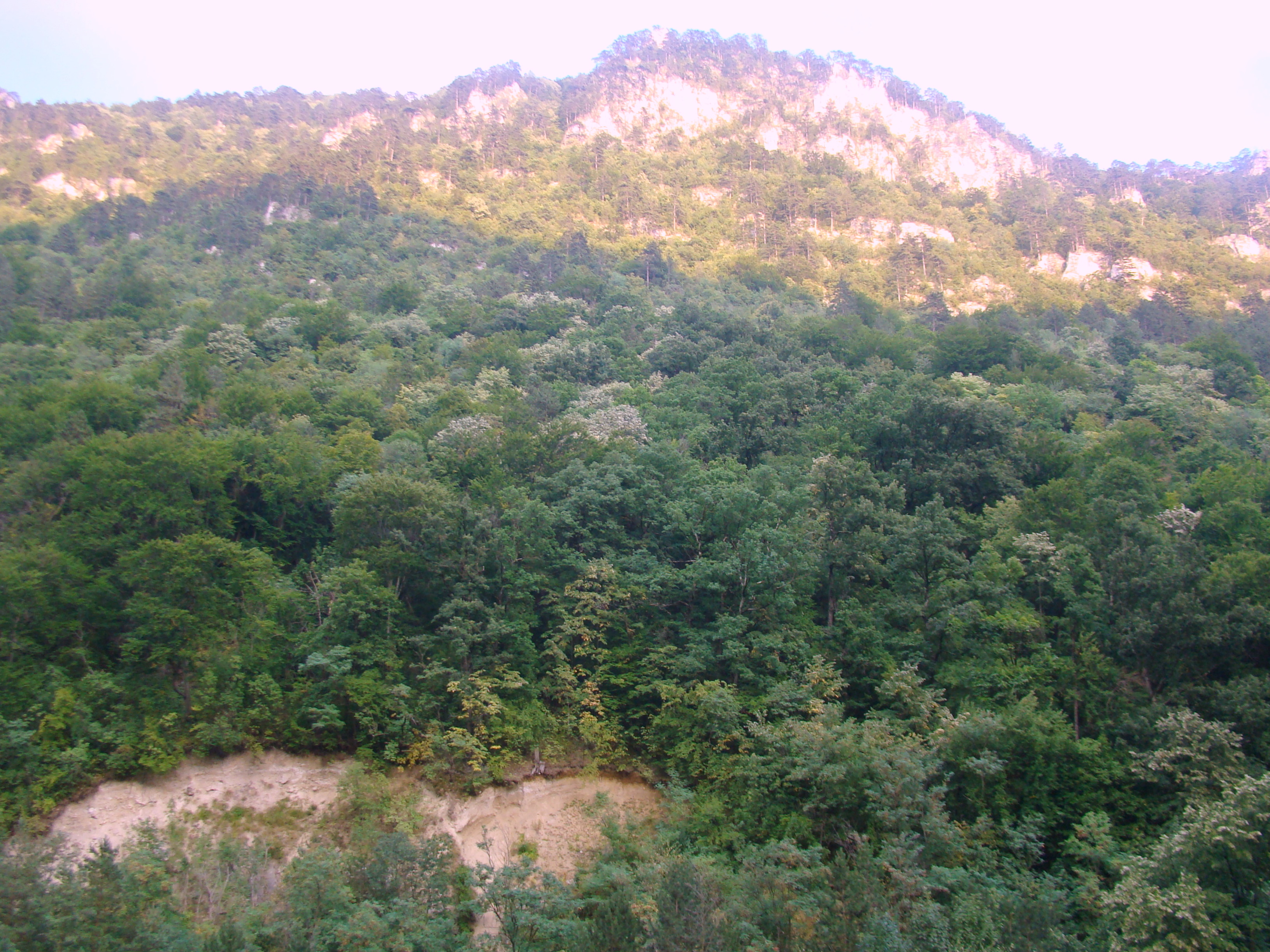
Muntele Domogled
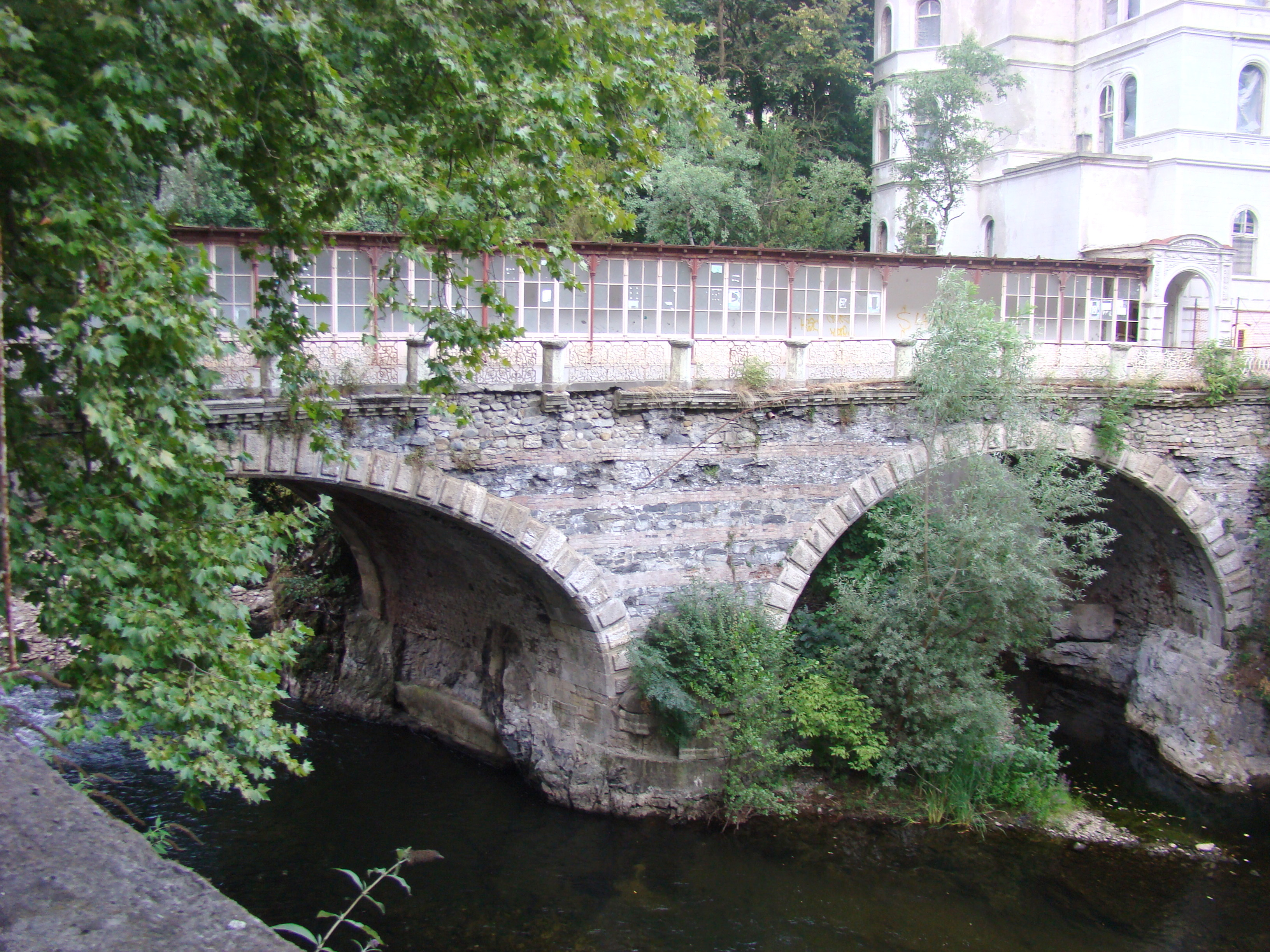
Podul de piatră peste Cerna (monument istoric)
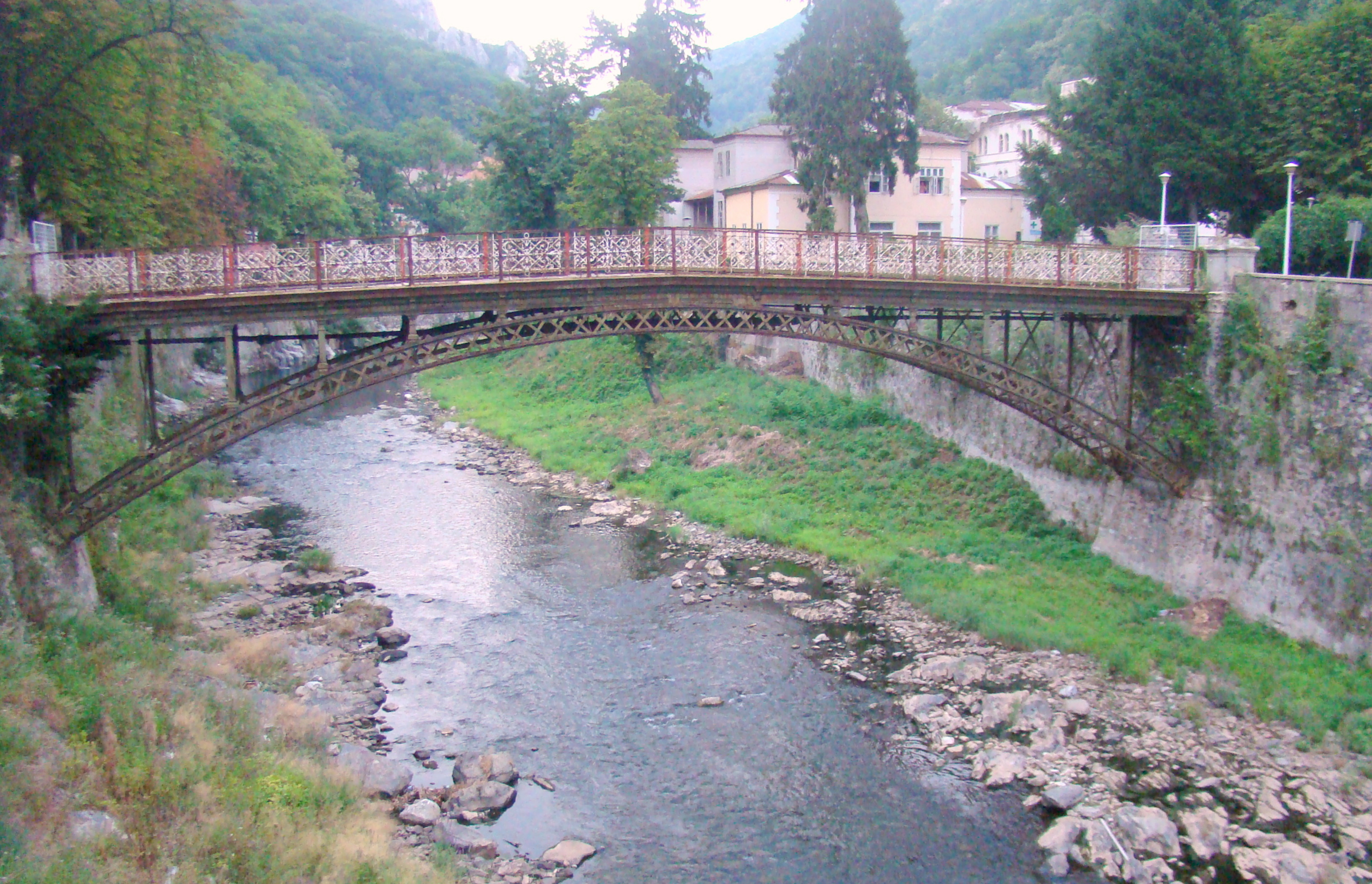
Podul de fontă peste Cerna (monument istoric)
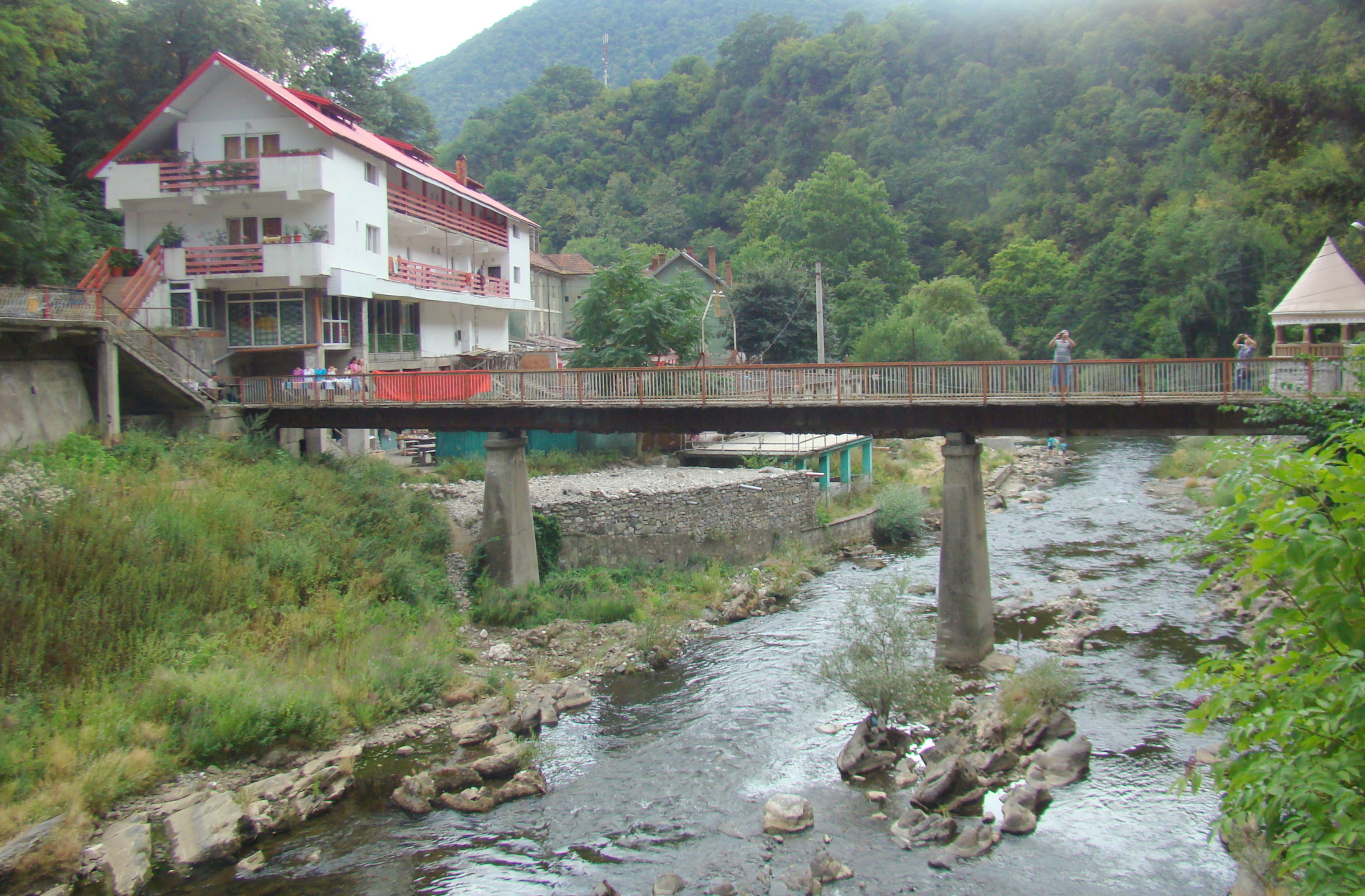
Podul Roșu (monument istoric)
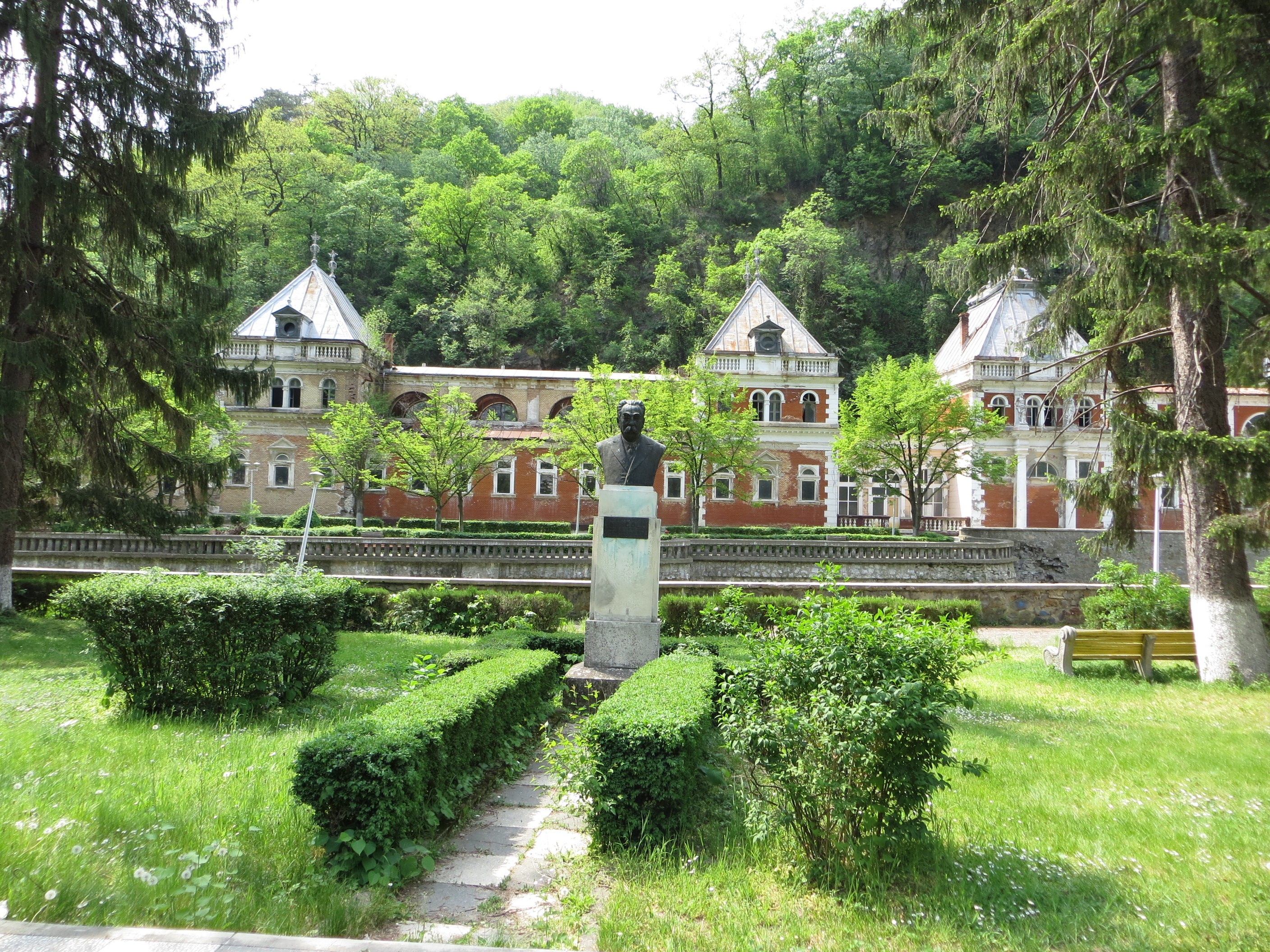
Bustul generalului Nicolae Vicol (monument istoric)
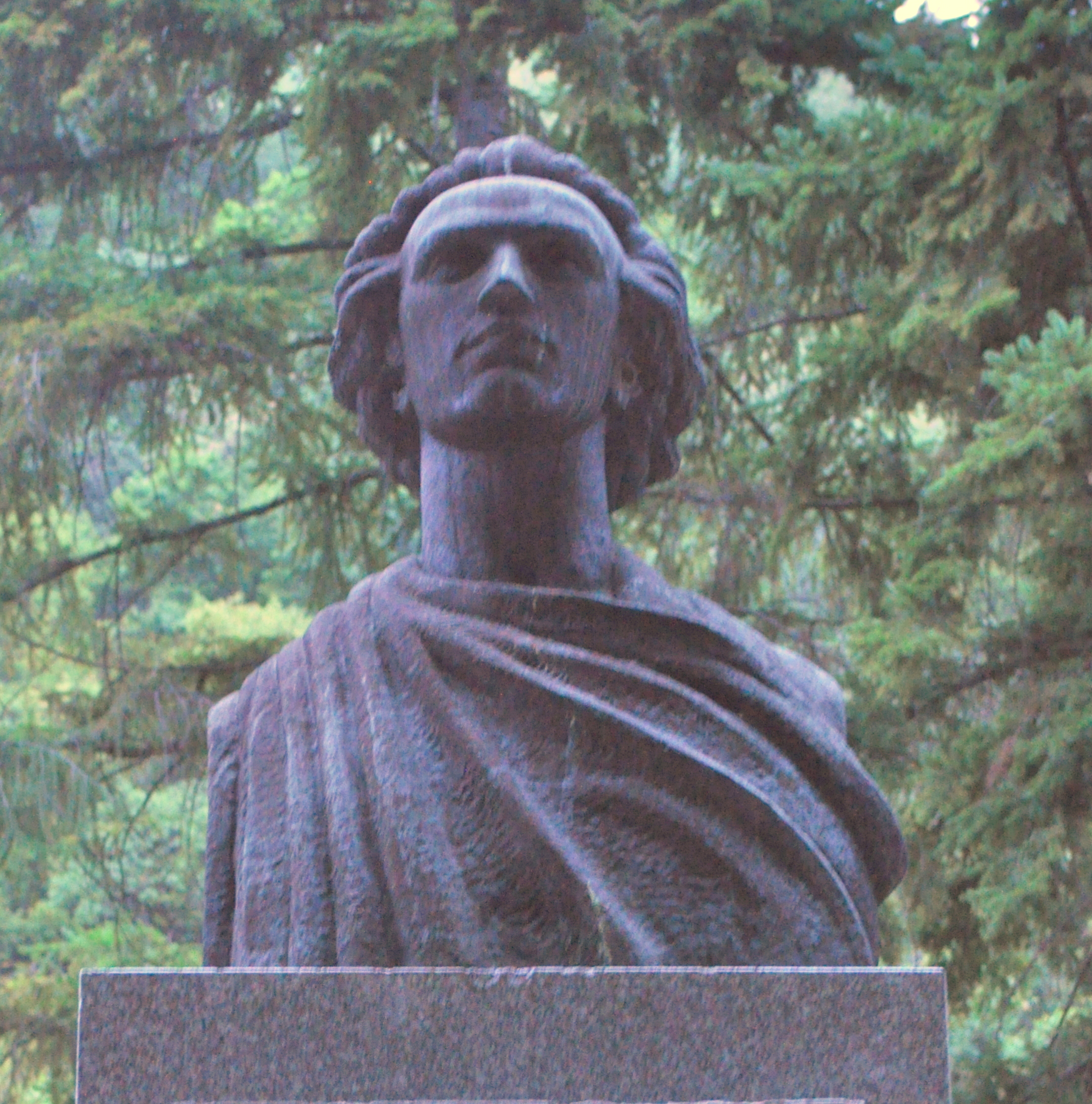
Bustul lui Mihai Eminescu (monument istoric)
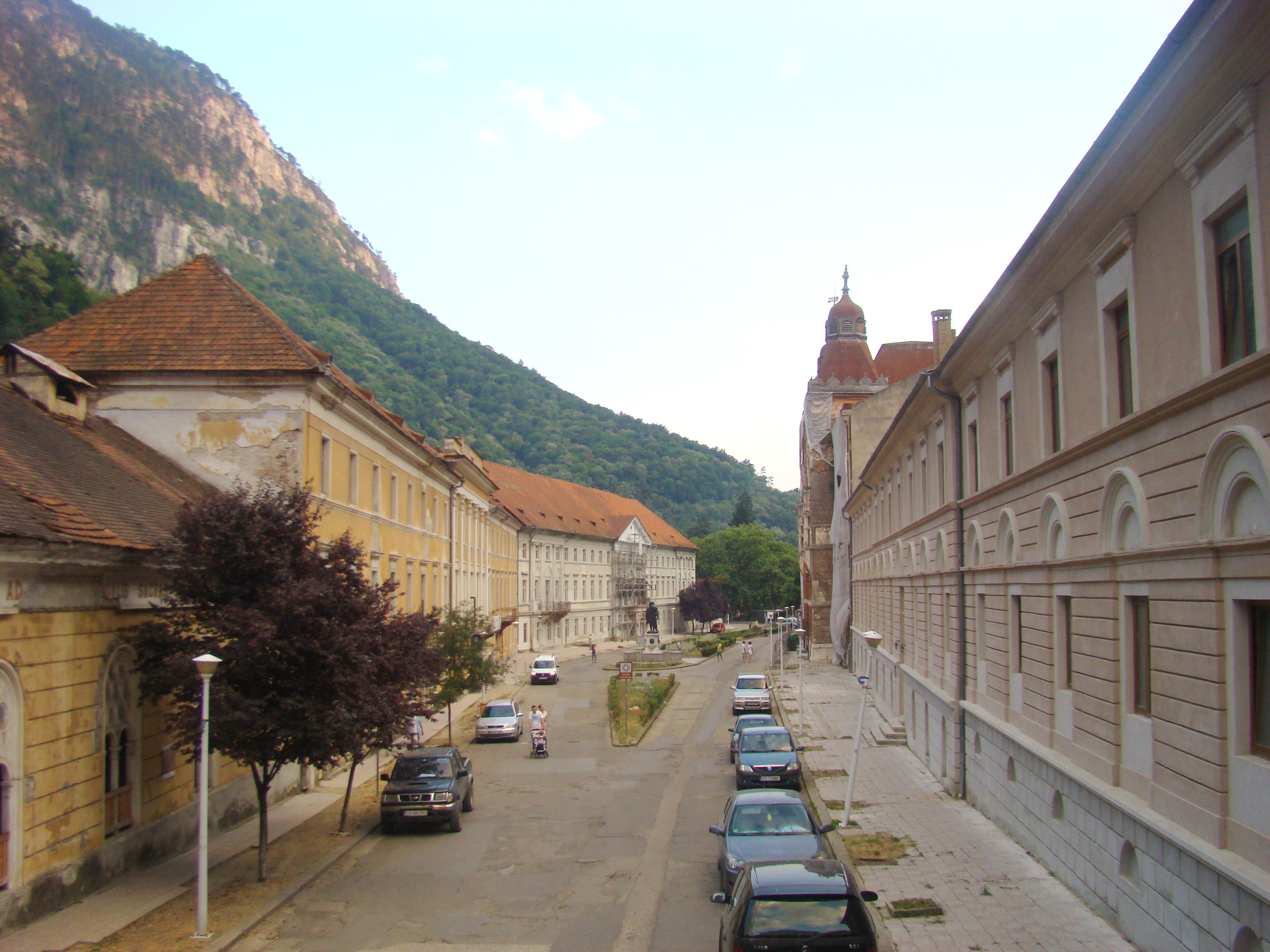
Ansamblul de arhitectură balneară „Piața Hercules” (monument istoric)
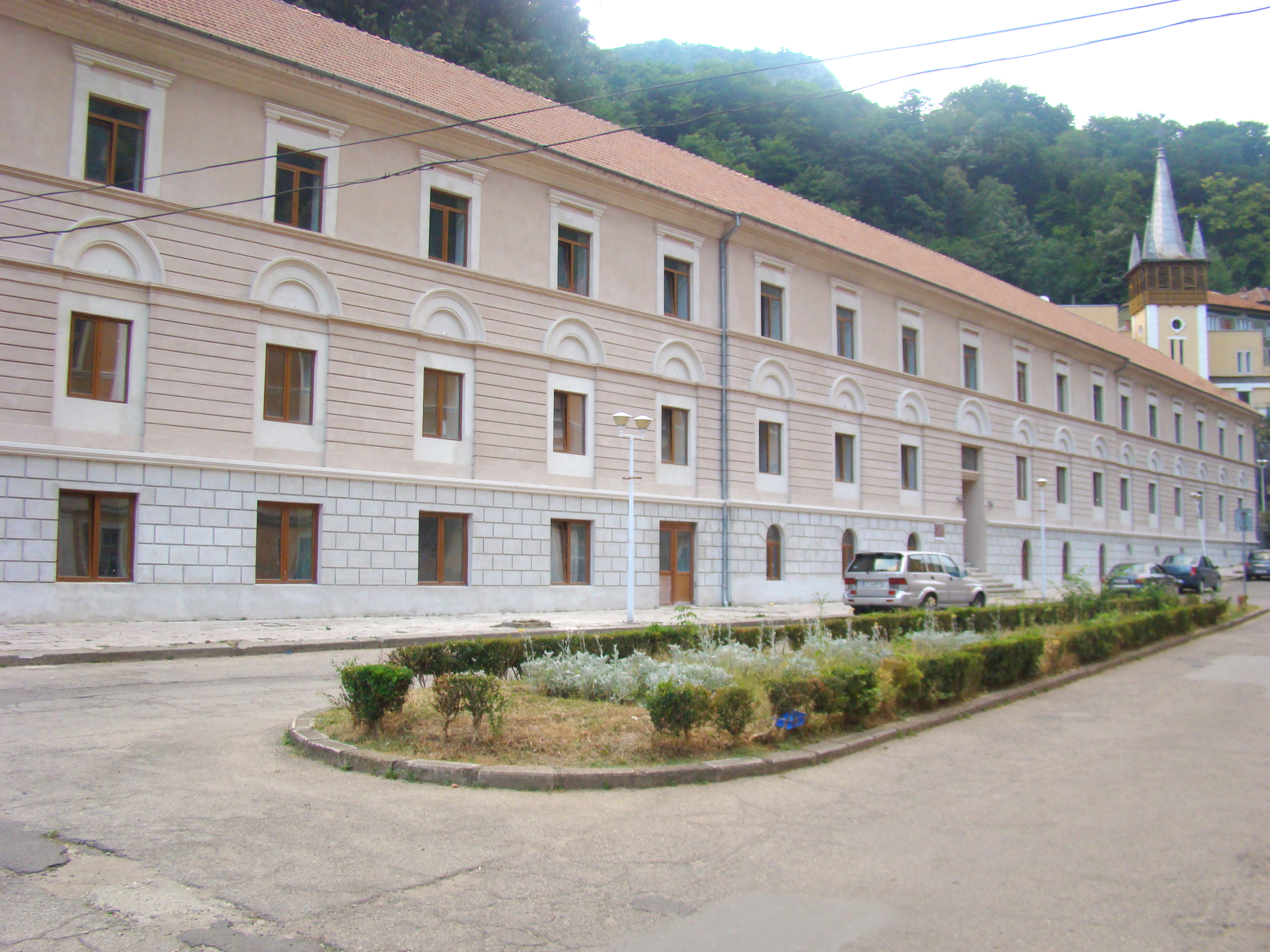
Fostul „Sanatoriu ofițeresc” (monument istoric)
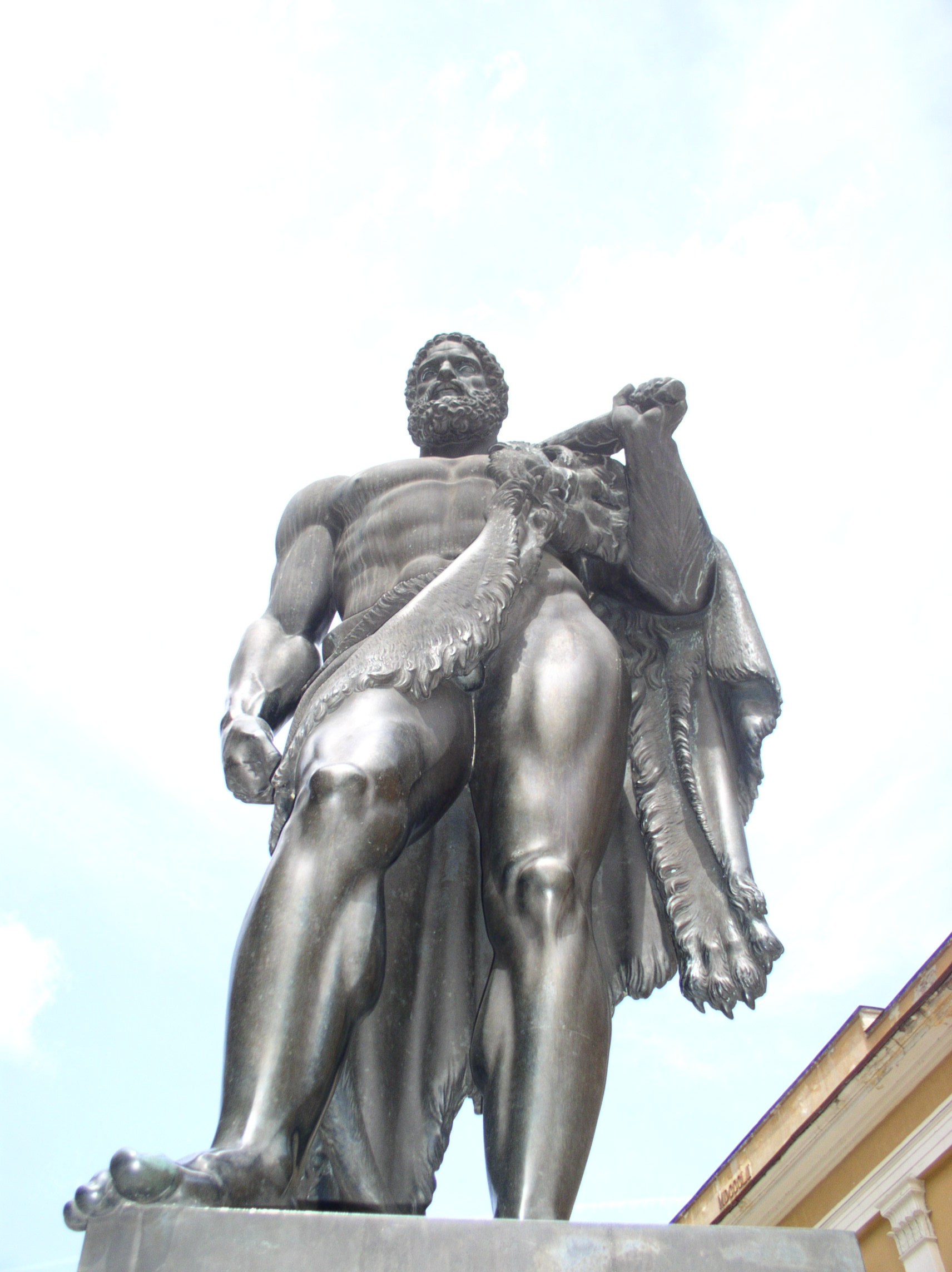
Statuia lui Hercules (monument istoric)
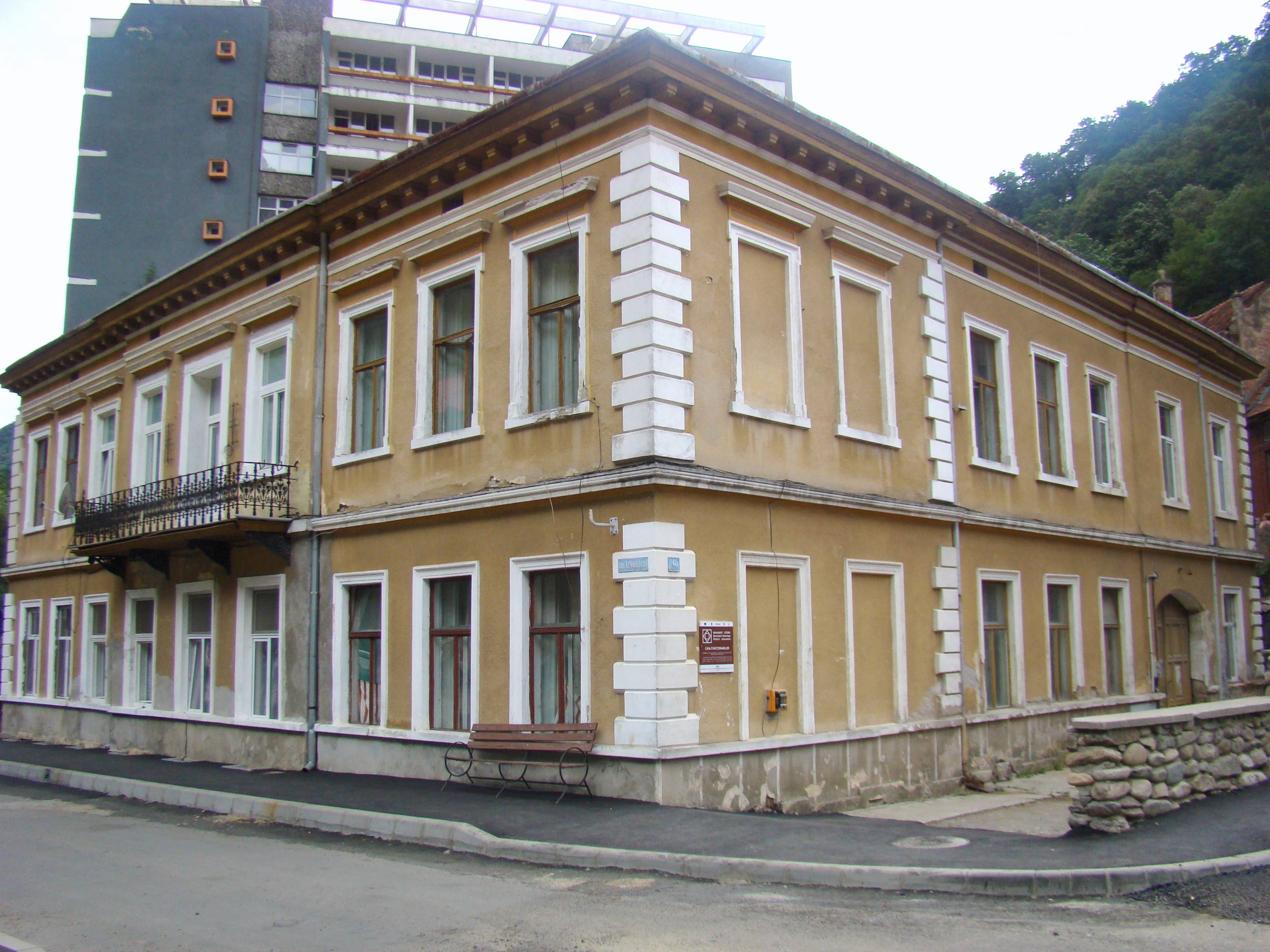
Vila funcționarilor, azi Pavilion 11 (monument istoric)
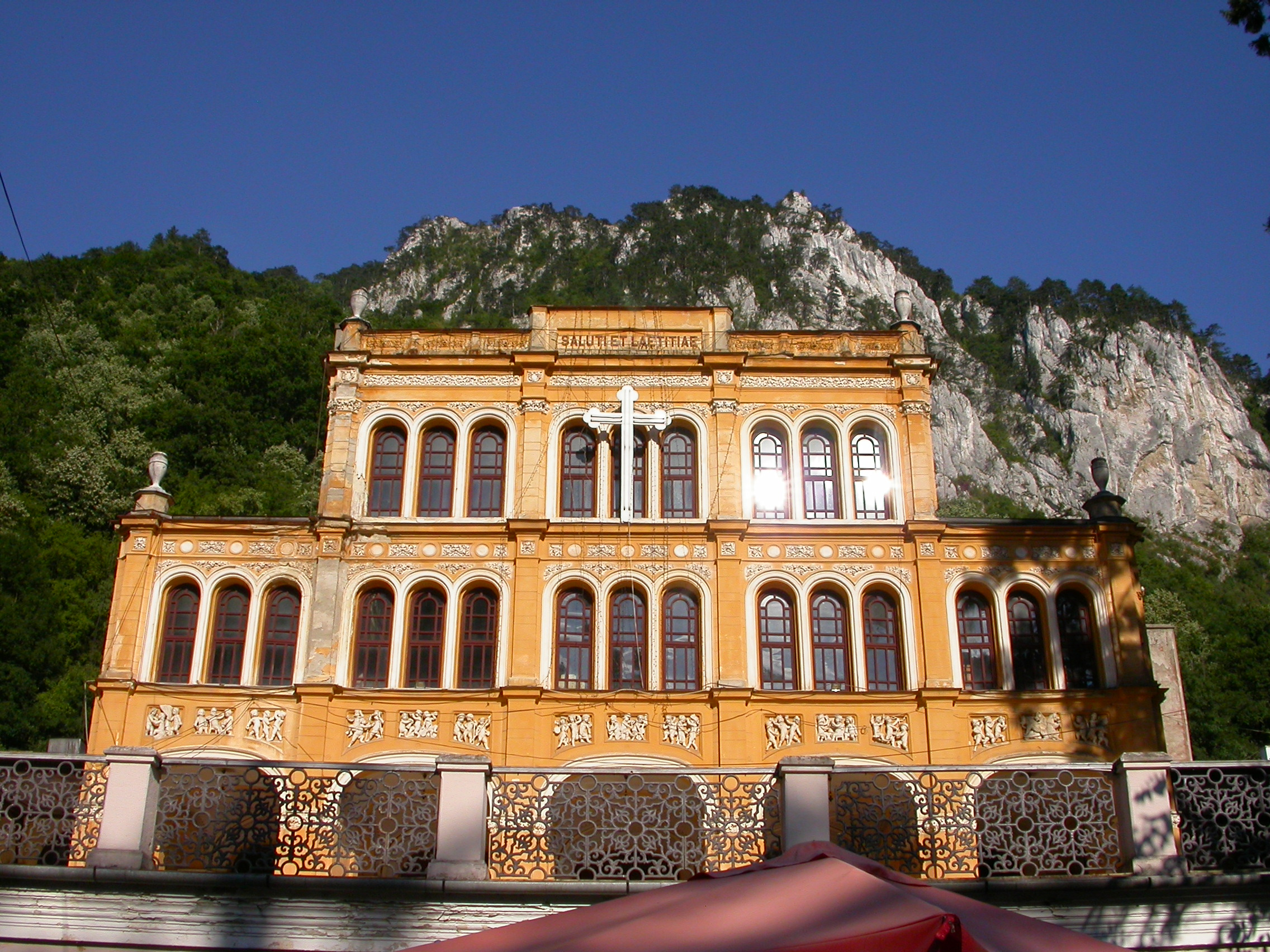
Cazinoul (monument istoric)
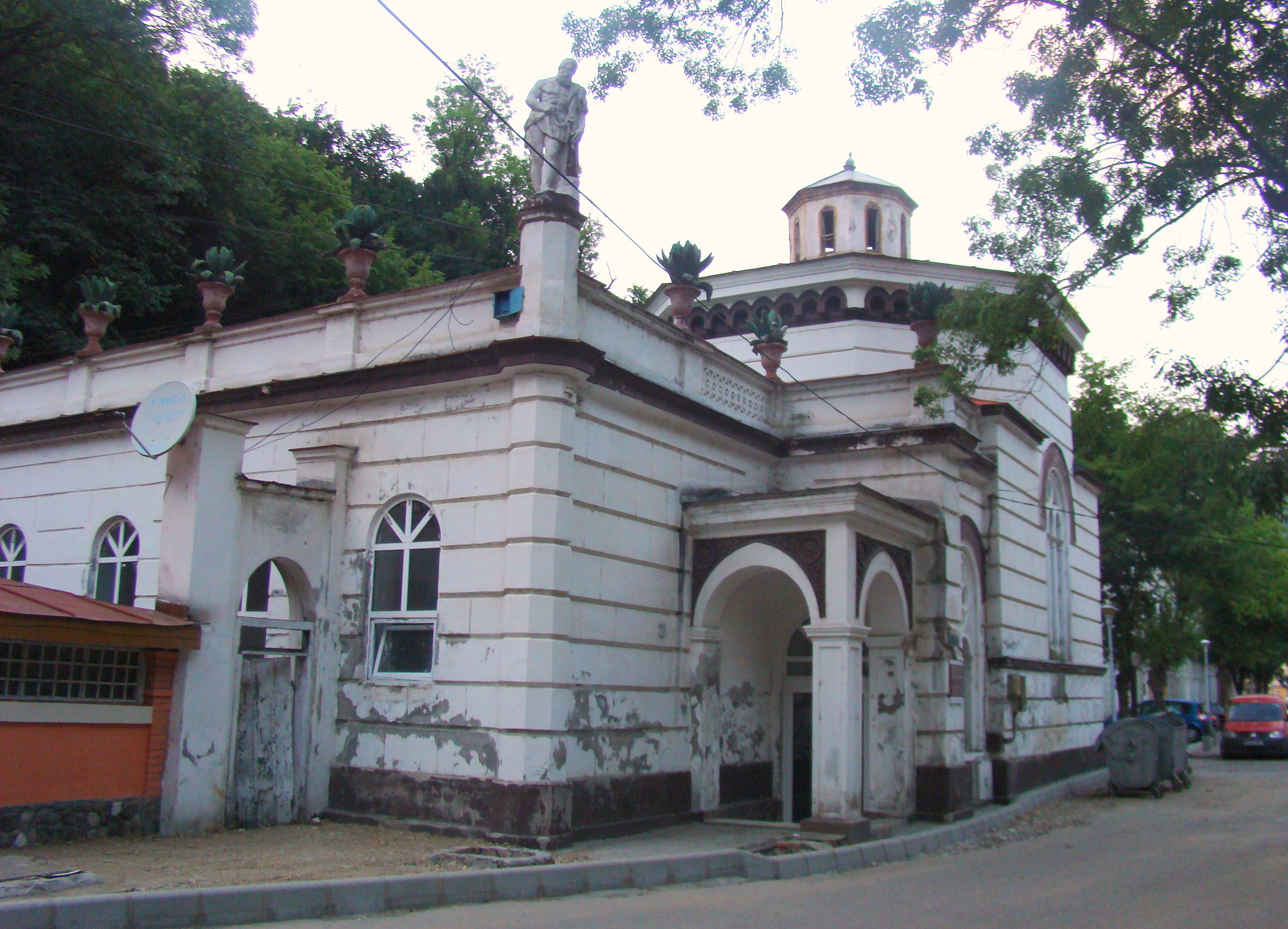
Baia „Diana”, inițial „Baia pentru dureri de oase" (monument istoric)
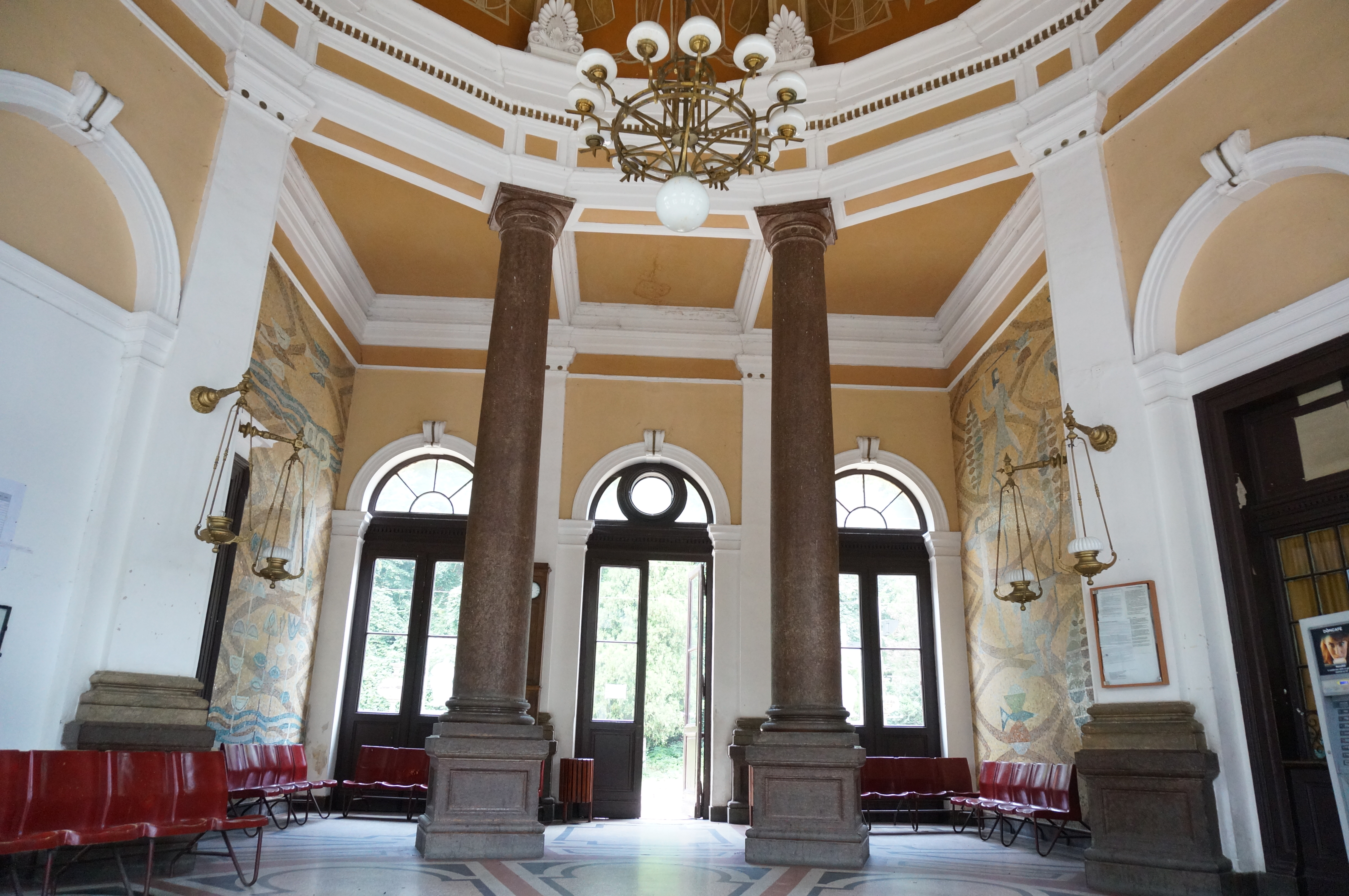
Gara (monument istoric)
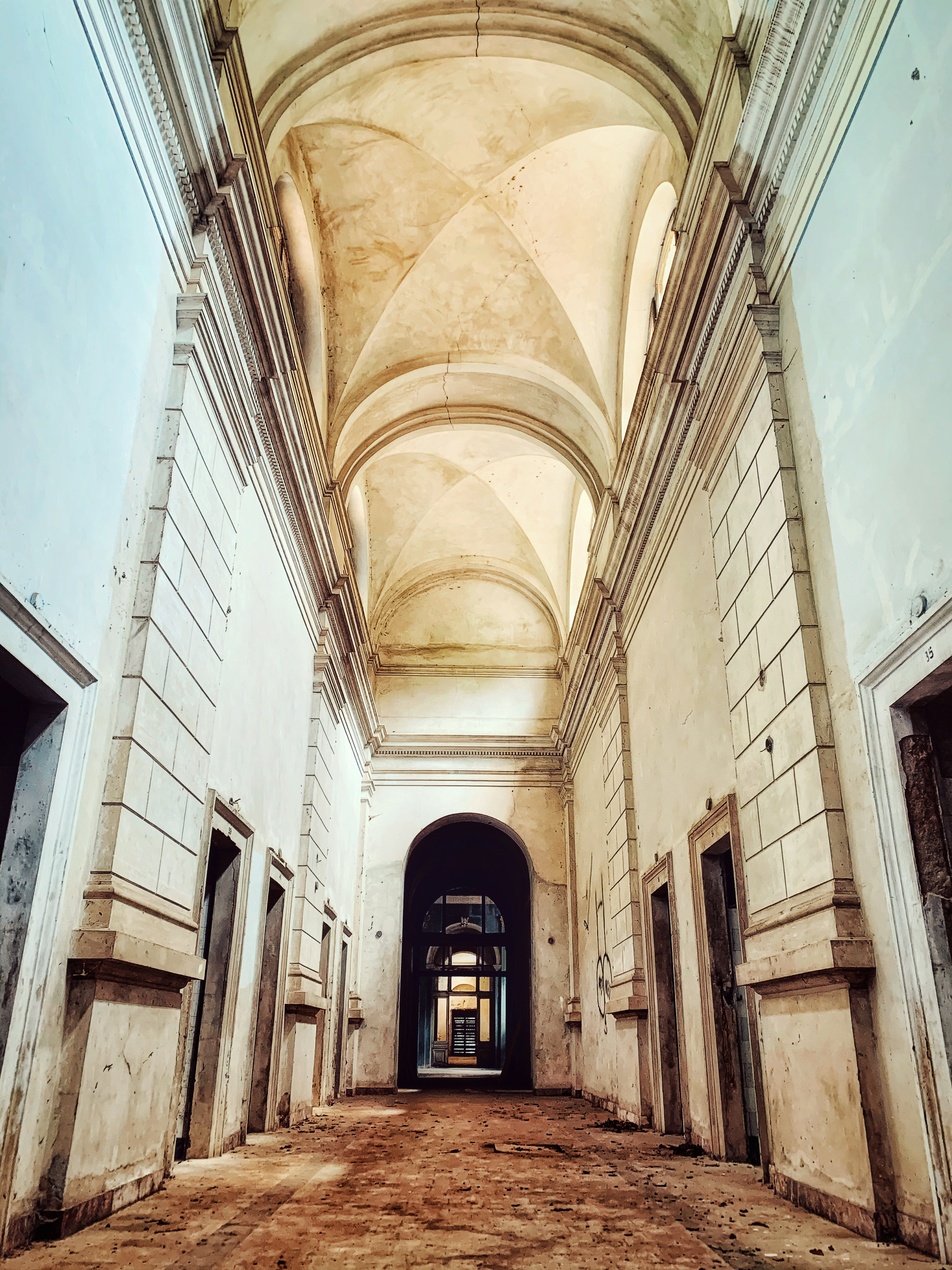
Băile Neptun (monument istoric)
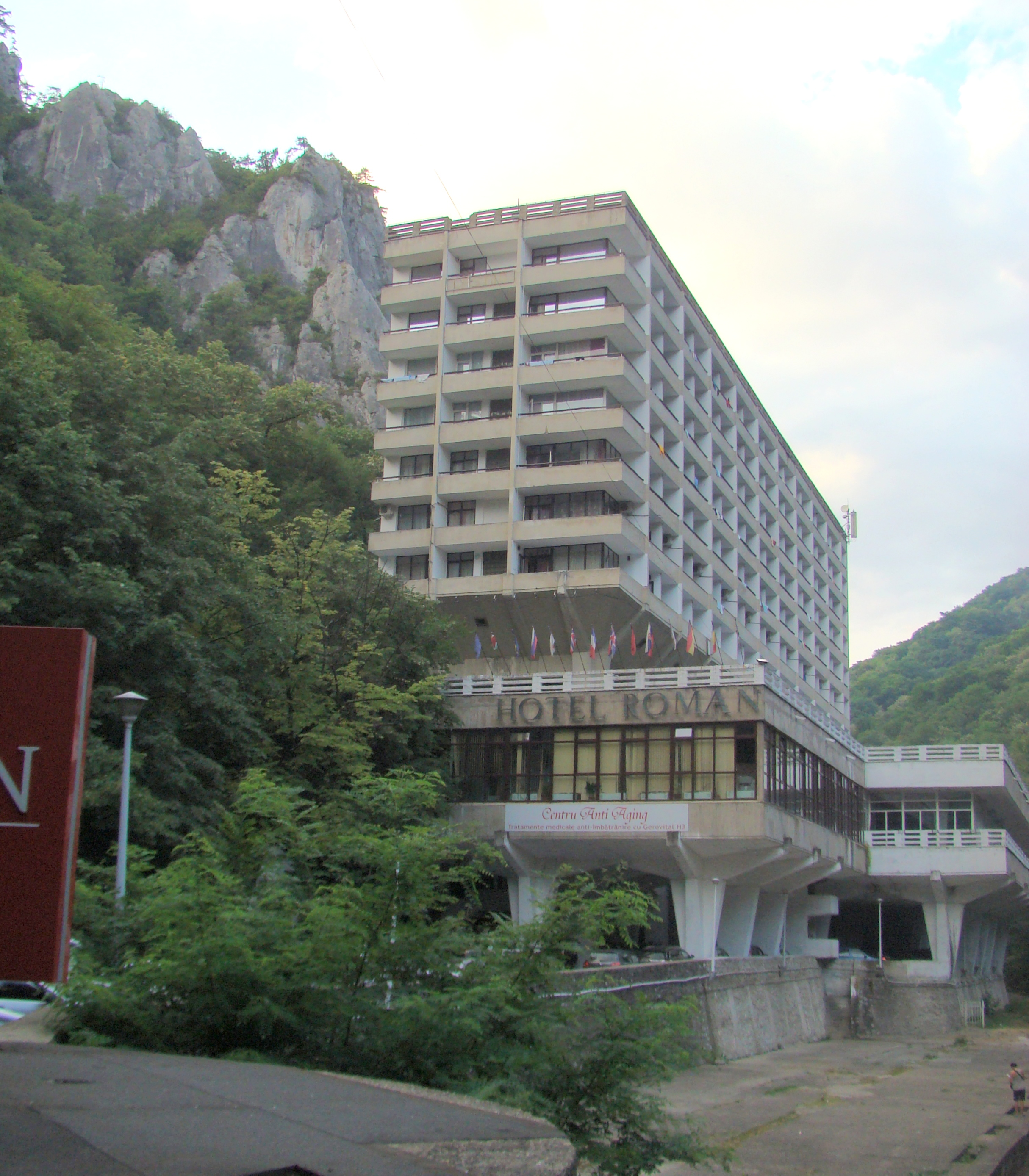
Hotel Roman
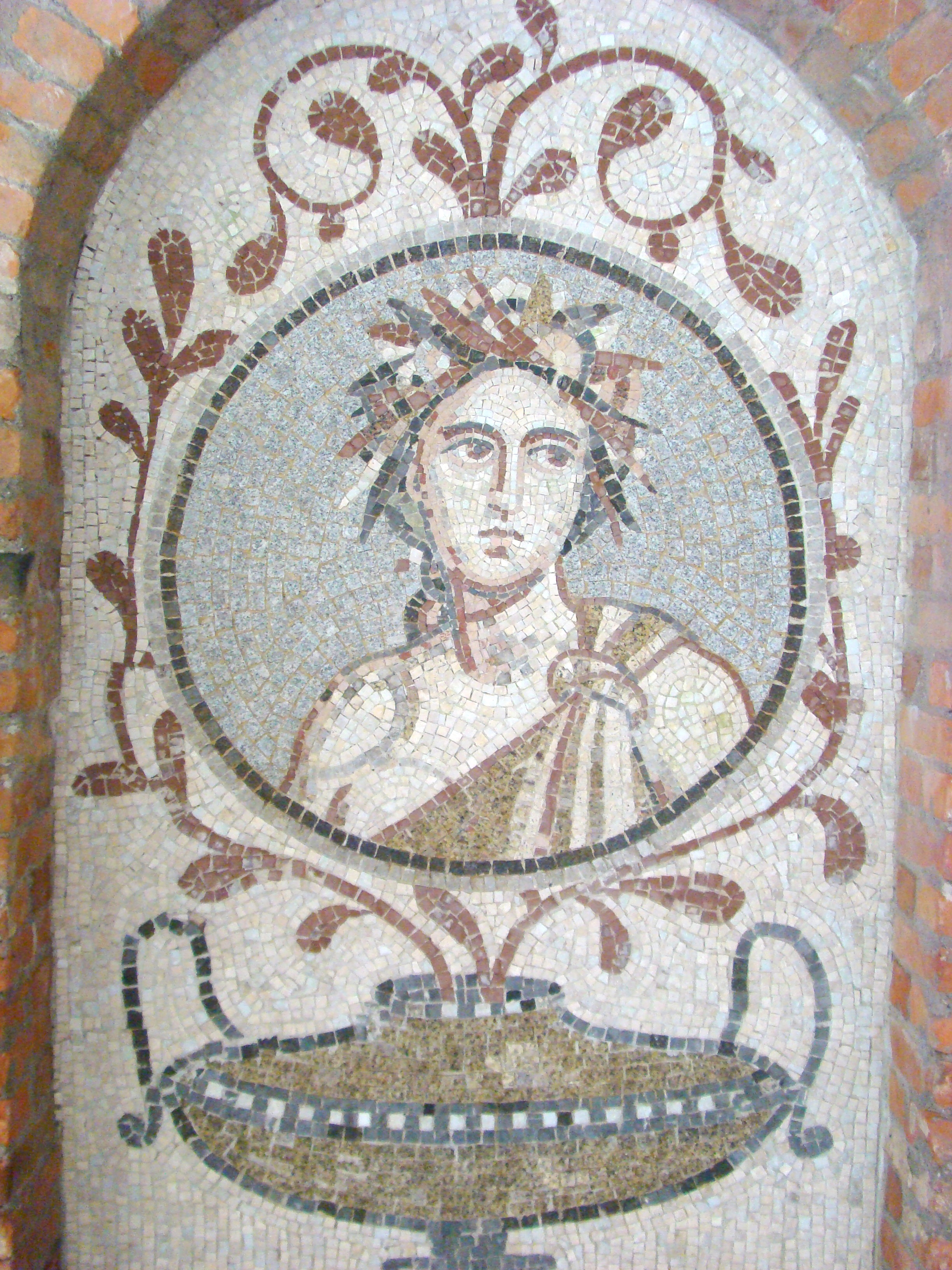
Baia romană (monument istoric)
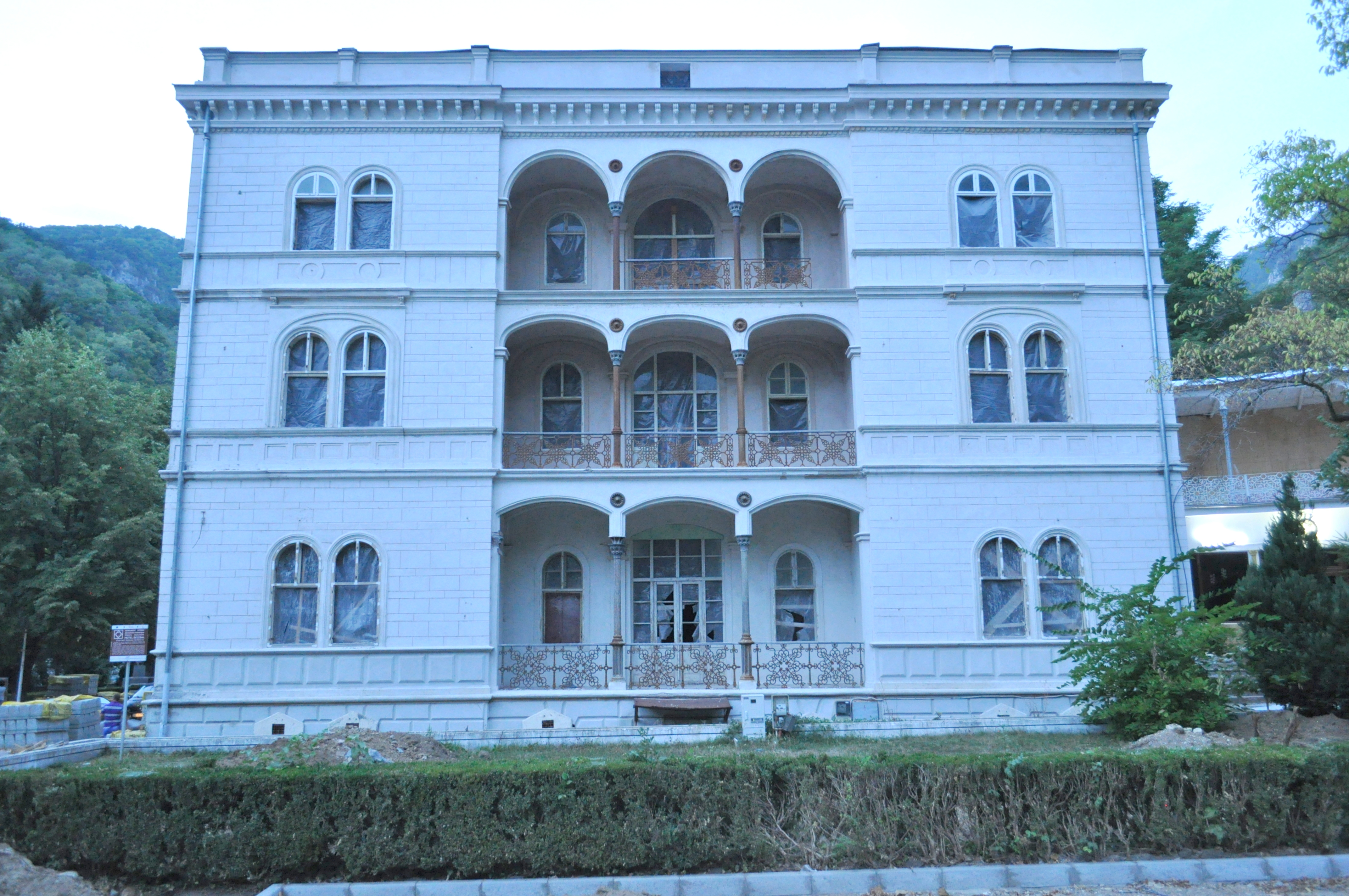
Hotel Decebal (monument istoric)
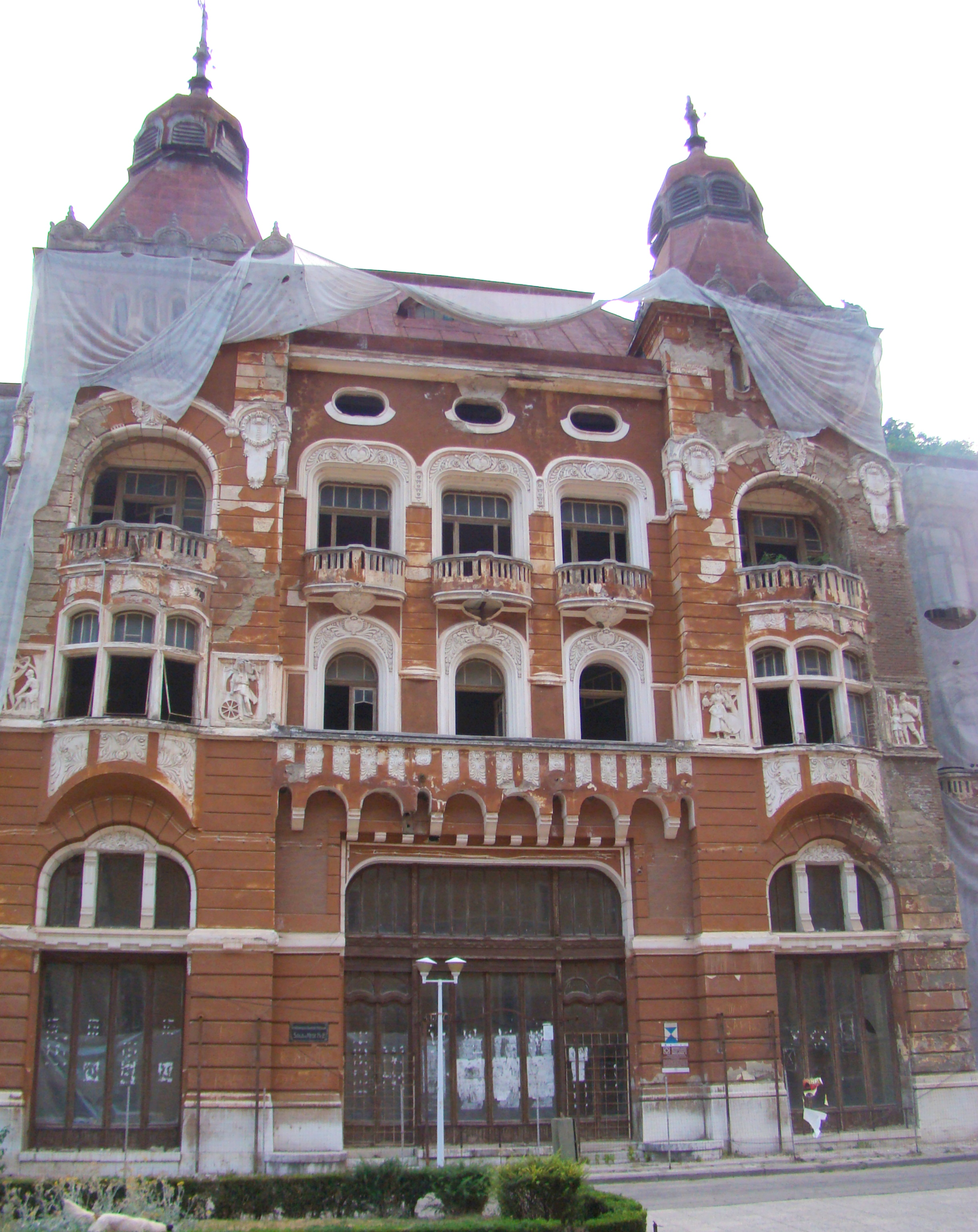
Pavilionul 6 (monument istoric)